# راترامنوس
راترامنوس (انگلیسی: Ratramnus; ۱ ژانویهٔ ۰۸۰۰ – ۱ ژانویهٔ ۰۸۶۸) راهب صومعه کوربی، در نزدیکی آمین در شمال فرانسه، خداشناسی از دودمان کارولنژی بود که بیشتر به خاطر نوشته‌هایش در مورد عشای ربانی و قضا و قدر شهرت داشت. رساله عشای ربانی او، De corpore et sanguine Domini (دربارهٔ بدن و خون خداوند)، نقطه مقابل الهیات واقع گرایانه عشای ربانی مقام بالاتر او راهب بزرگ پاشاسیوس رادبرتوس بود. راترامنوس همچنین به خاطر دفاع از راهب گوتشالک که برداشت او در مورد قضا و قدر مرکز مناقشات بسیاری در فرانسه و آلمان در قرن نهم بود، شهرت داشت. راترامنوس در زمان خودش شاید بیشتر به خاطر مخالفت با یونانی‌هایی که به کلیسای روم تهمت می‌زدند، معروف بود، که خودش پاسخی به موضوع انشقاق فوتیان و دفاع از عبارت افزوده شده فیلیوکه به اعتقادنامه نیقیه بود.
نوشته‌های راترامنوس اثر به سزایی بر اصلاحات پروتستانی در سال‌های بعد گذاشت. در قرن شانزدهم، آثار راترامنوس بار دیگر به کانون بحث و جدل تبدیل شد. پس از چاپ دربارهٔ بدن و خون خداوند در سال ۱۵۳۱، اصلاح‌طلبان پروتستان این کتاب را به عنوان نقطه‌ای مقابل تز تغییر جوهره کاتولیک به کار گرفتند. این امر به‌ویژه در انگلستان موثرتر بود، جایی که توماس کرنمر مدعی شد که در نهایت توسط راترامنوس علیه تغییر جوهره قانع شده‌است.